# Austrosmittium patagonicum
Austrosmittium patagonicum är en svampart som beskrevs av Siri 2010. Austrosmittium patagonicum ingår i släktet Austrosmittium och familjen Legeriomycetaceae.   Inga underarter finns listade i Catalogue of Life.